# Gauch

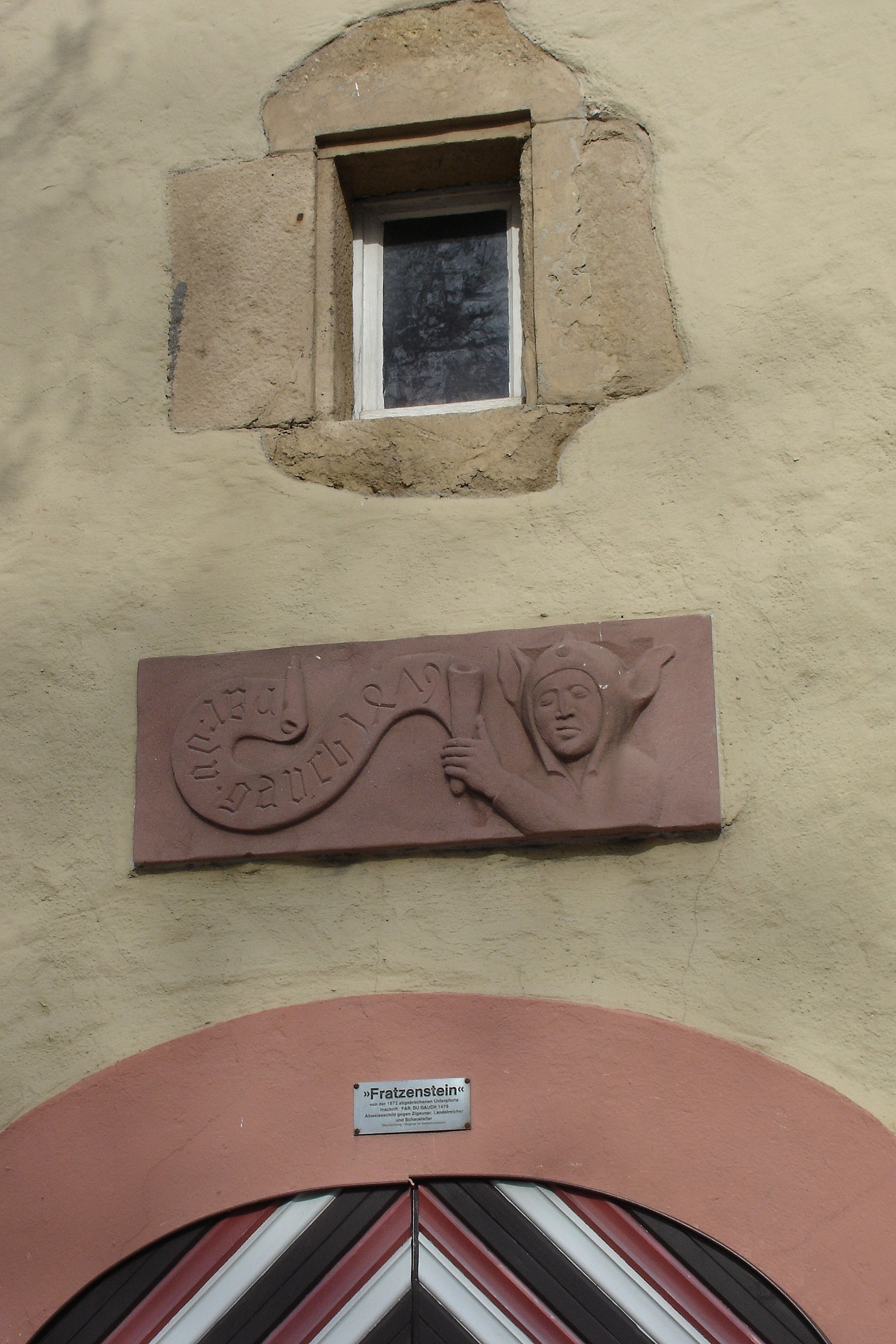
Dieser „Fratzenstein“, der einst an der Stadtbefestigung von Bergen prangte und sich heute im Heimatmuseum Bergen-Enkheim befindet, sollte wahrscheinlich „Gaukler“ und anderes fahrendes Volk abschrecken; die Inschrift auf dem Spruchband des Narren lautet „far du gauch 1479“.

Gauch ist ein veralteter Name für den heute Kuckuck genannten Vogel, von jeher hat das Wort aber auch die Doppelbedeutung „Narr, Tor, Dummkopf.“

## Etymologie und Sprachgebrauch
Gauch ist der ältere der beiden deutschen Namen des Kuckucks. Erstmals begegnet er im 8. Jahrhundert, also schon in den frühesten Zeugnissen des Althochdeutschen (althochdeutsch gouh; mittelhochdeutsch gouch), findet sich ähnlich auch im Altsächsischen (gōk), im Altenglischen (gēac) sowie im Altnordischen (gaukr, daraus schwedisch gök, dänisch gøg sowie englisch mundartlich gowk), und wird mithin zum gemeingermanischen Erbwortschatz gezählt. Um 1350, also im Mittelhochdeutschen, trat neben diesen althergebrachten Namen die lautmalende, den Vogelruf nachahmende Bezeichnung Kuckuck und verdrängte ihn; so gab etwa Luthers Bibelübersetzung dem Kuckuck den Vorzug. Im Neuhochdeutschen ist Gauch als Vogelname in der Umgangssprache vollends erloschen und in der geschriebenen Sprache allenfalls in poetischer und archaisierender Rede anzutreffen (beispielsweise in Karl Simrocks Übersetzung des Nibelungenliedes von 1827, die Hagen fragen lässt: „Sollen wir Gäuche ziehen?“)
Der übertragene Wortsinn „Narr, Tor, Dummkopf“ ist schon in Althochdeutschen nachweisbar und erklärt sich dadurch, dass der Kuckuck in der volkstümlichen Anschauung wegen seines eintönigen Rufes als töricht galt. In dieser oder ähnlicher Bedeutung (etwa auch im Sinne von „Betrogener, armer Tropf“, „Schelm, Spitzbube“ oder auch „Geistesschwacher, Kretin“), als Schimpfwort, blieb der Gauch weitaus länger gebräuchlich, insbesondere in einigen alemannischen Mundarten, ist heute aber ebenfalls veraltet; schon Johann Wolfgang von Goethe und Ludwig Uhland verwendeten diesen Ausdruck nur in Reimnot. In einigen zusammengesetzten Wörtern hat sich das Wort aber bis heute erhalten, so im Namen des Gauchheils, eines Primelgewächses, das früher in der Volksmedizin zur Behandlung von Geisteskranken genutzt wurde. Mundartlich wird auch das Wiesen-Schaumkraut als Gauchblume bezeichnet (andernorts auch Kuckucksblume).
Vom Gauch im Sinne von „Narr“ abgeleitet ist möglicherweise das Wort Gaukler („Taschenspieler, Straßenkünstler“); plausibel, aber ebenso wenig gesichert, ist zudem eine Verwandtschaft mit dem ursprünglich niederdeutschen Wort Geck („eitler Mann, Stutzer“, ursprünglich aber „Hofnarr“) und seiner rheinländischen Variante Jeck („Karnevalsnarr“) sowie dem Geek („komischer Kauz,“ „technikbegeisterter, aber sozial unbeholfener Sonderling“), der erst in jüngerer Zeit aus dem Englischen ins Deutsche gelangte, aber wohl letztlich eine Rückentlehnung von dt. Geck (oder auch Gauch) darstellt. Ferner mag zu dieser hypothetischen Wortfamilie der im Oberdeutschen, besonders im Österreichischen beheimatete Gigerl („Kleidernarr, Dandy“) gehören, volksetymologisch wird dieser indes eher als eitler Gockel erklärt.
Im Mittelalter wurde Gauch auch zum Familiennamen (1185 ist ein Conradus Gouch in Tirol dokumentiert, sein Namensvetter Cuonrad Gouche 1291 am Bodensee), heute ist dieser Nachname vor allem in der Pfalz und im Hunsrück häufiger anzutreffen.

## Verwendungen in Kunst und Literatur
Das Werk Das Narrenschiff von Sebastian Brant greift die Gäuche auf. Auf einem Schiff stehen als Narren verkleidete Gäuche (Liebesnarren) Im 13. Absatz – Von buolschafft – wird von Venus erzählt, die drei Gäuche und einen Affen mit sich führt und dem Ruf des Kuckucks lauscht. Auch greift Brant hier schon ein erstes Mal Gäuchinnen auf, indem er den Gäuchen Närrinnen gegenüberstellt.
Viel deutlicher treten die Gäuchinnen (Einzahl Geuchin) allerdings in Thomas Murners Geuchmat auf. Hier werden sie explizit erwähnt und stellen die Rolle der Betrügerin dar.
Daneben erscheint „irgendein verdächt’ger Gauch“ als Widersacher des lyrischen Ichs in Heinrich Heines Enfant Perdu. Der Gauch ist damit dort auch Feind der Freiheit, da sich das lyrische Ich kämpfend für sie einsetzt.